# اورکید (فلوریدا)
اورکید (به انگلیسی: Orchid) شهرکی در شهرستان ایندین ریور ایالت فلوریدا است که در سال ۱۹۶۵ بنیان‌گذاری شده‌است. این شهرک طبق سرشماری سال ۲۰۱۰ میلادی، ۴۱۵ نفر جمعیت داشته و مساحت آن نیز ۴٫۸ کیلومتر مربع است.